# Eupithecia illuminata
Eupithecia illuminata är en fjärilsart som beskrevs av Joannis 1891. Eupithecia illuminata ingår i släktet Eupithecia och familjen mätare. Inga underarter finns listade i Catalogue of Life.